# Ohmberg
Der Ohmberg ist ein 528,7 m ü. NHN hoher Berg des Ohmgebirges im Landkreis Eichsfeld, nördliches Thüringen (Deutschland).

## Geographie
Der Ohmberg erhebt sich am nordöstlichen Rand des Ohmgebirges. Er liegt im Uhrzeigersinn betrachtet zwischen den Gemeinden Holungen im Nordwesten, Bischofferode im Nordosten, Hauröden im Osten und Kaltohmfeld im Süden, die nächstgelegene Stadt Worbis liegt etwa 7 Kilometer in südwestlicher Richtung.
Die neue Landgemeinde Am Ohmberg leitet ihren Namen von dem die Ortschaften prägenden Ohmberg ab.

## Natur

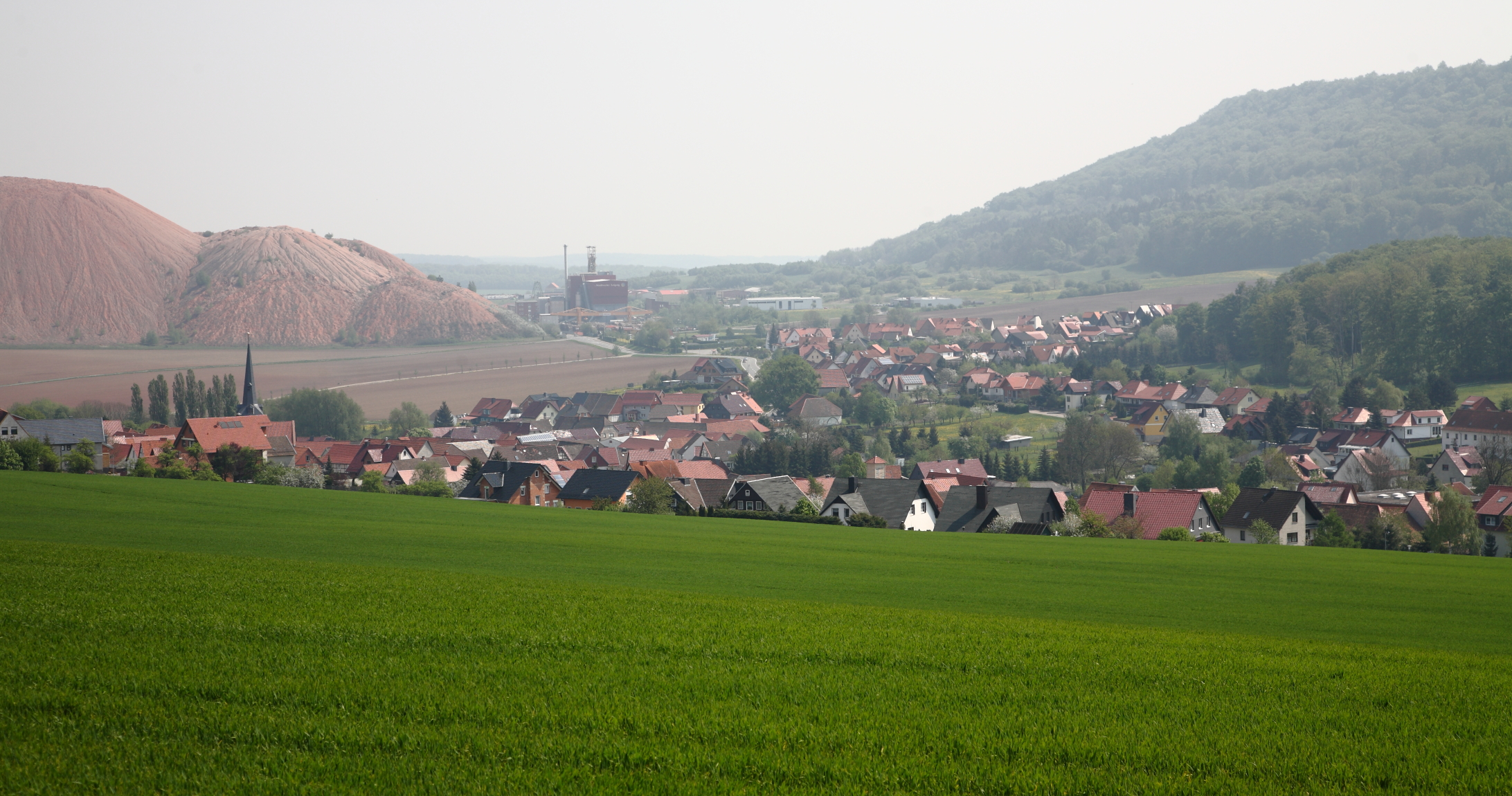
Die Ortschaft Holungen mit Blick auf den Ohmberg

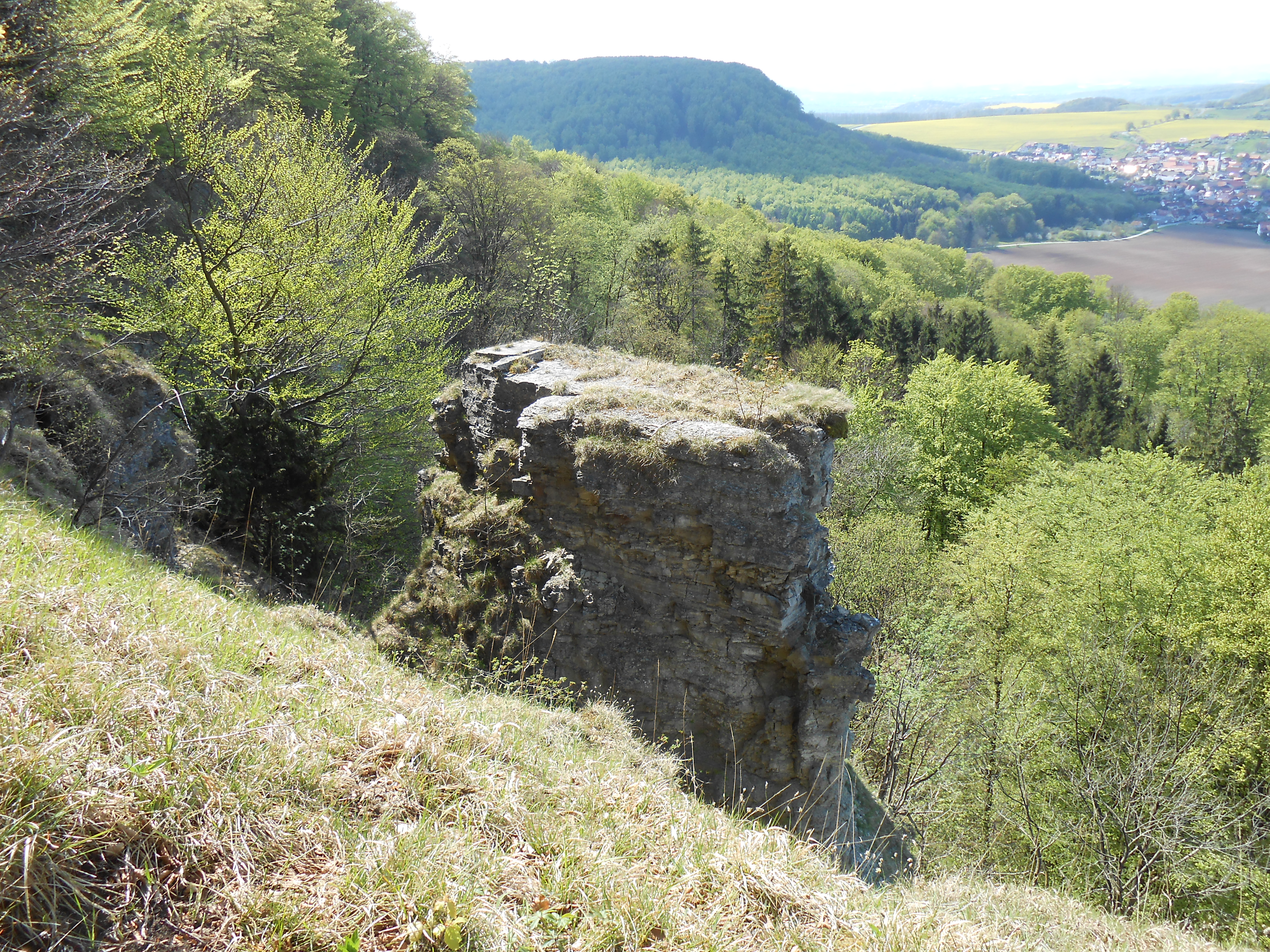
Die "Wilde Kirche" auf dem Ohmberg

Der komplett bewaldete Ohmberg ist der nordöstliche Ausläufer des Ohmgebirgsplateaus. Unmittelbar nordwestlich des höchsten Punktes befindet sich ein freistehender Muschelkalkfelsen, die sogenannte Wilde Kirche, nach Osten gibt es eine weitere Felsbildung, die Hauröder Klippen, von denen man eine weite Aussicht nach Norden ins Untereichsfeld bis zum Harz mit dem Brocken und nach Osten über das Nordthüringer Hügelland bis zum Kyffhäusergebirge hat. Der Berg ist ein interessantes Wandergebiet und nur zu Fuß erreichbar. Südöstlich am Fuße des Ohmberges befindet sich das Forsthaus Marienthal, heute eine Gaststätte.
Nördlich und südöstlich des Ohmberges befinden sich die ehemaligen Kalischachtanlagen von Bischofferode und Neubleicherode.
Die "Wilde Kirche" ist eine solitäre Muschelkalkfelsnadel mit einer Höhe von ca. 510 m ü. NN. Ursprünglich soll eine solide Verbindung mit dem schroff abfallenden Ohmberg bestanden haben, der mit dem gegenüberliegenden Sonnenstein die sogenannte "Goldene Pforte" bildet.
Die Bezeichnung "Wilde Kirche" geht dem Volksmund nach auf den heiligen Bonifatius zurück. Er soll auf dem Ohmberg einen heidnischen Altar umgestürzt und an dessen Stelle, dem "großen Stein", ein Kreuz aufgestellt haben. Alltäglich stieg er dann auf den markanten Felsen, der bis heute "Wilde Kirche" heißt. Am Fuße des Ohmbergs gründete er in der Nähe des Dorfes Hauröden das Kloster "Zu den drei Annen".
Später soll die "Wilde Kirche" noch einmal zu kirchlichen Zwecken genutzt worden sein. Als die Pest wütete, wurden die Neugeborenen hierher gebracht und von einem in der Nähe lebenden Eremiten getauft, da die Pfarrherren dieser Gegend entweder an der Pest litten oder bereits hinweggerafft worden waren.